# Хаберман, Харальд Мартович
Ха́ральд Ма́ртович Ха́берман (эст. Harald Haberman; 19 декабря 1904, Юрьев, Лифляндская губерния — 16 декабря 1986, Тарту) — эстонский и советский энтомолог, гидробиолог и политик, академик АН ЭССР (с 1954), академик-секретарь Отделения биологических и медицинских наук АН ЭССР, директор Института зоологии и паразитологии АН ЭССР. Почётный гражданин Тарту.

## Биография
Родился 19 декабря 1904 года в Юрьеве, Лифляндская губерния, Российская империя. В 1931 году окончил Тартуский университет.
Член Коммунистической партии Эстонии с 1939 года. С июня по август 1940 года был правительственным чиновником, помощником премьер-министра Йоханнеса Вареса и руководителем службы внутренней безопасности.
В 1942—1943 годах — в Ленинграде (редактор радиопередач).
Научная работа:
- 1931—1940 — на кафедре зоологии Тартуского университета;
- с 1945 года — проректор Тартуского университета;
- 1946 год — избран членом-корреспондентом АН Эстонской ССР (первый состав)[4];
- 1946—1977 — директор Института зоологии и ботаники АН ЭССР;
- 1948—1950 — докторантура в Москве;
- 1951 год — защитил докторскую диссертацию;
- 1955 год— получил учёное звание профессора;
- 1957—1964 — академик-секретарь Отделения биологических и медицинских наук АН ЭССР;
- с 1977 года — научный консультант Института зоологии и паразитологии АН ЭССР.

Основными объектами научных исследований Хабермана были энтомология, гидробиология и экология, в том числе, он изучал экологию и фауну насекомых лесов, болот, внутренних водоемов, морского побережья Эстонии, особенности формирования фауны насекомых, их зоогеографию.
Умер 16 декабря 1986 года.

## Основные труды
- Ahja jõe ülemjooksu põhjafaunast. — Tartu, 1934.
- Der See Külajärv als Beispiel einer Eu-Dys Sukzession. — Tartu, 1936.
- Eesti NSV mardikaliste (Coleoptera) süstemaatiline nimestik leviku- ja leiukohtade andmetega. 1. osa, Röövmardikalised (Adephaga). Систематический список жесткокрылых Эстонской ССР с данными о распространении и стациях видов. 1. часть, Адефаги. — Tallinn: Eesti NSV Teaduste Akadeemia, 1952.
- Mida õpetab mitšuurinlik bioloogia elust. — Tallinn: Eesti Riiklik Kirjastus, 1954.
- О структуре и динамике фауны травостоя низинного болота Авасте (Хаберман Х. М.) // Ежегодник о-ва естествоиспытателей. — 1955. — Т. 48. — С. 85—103 (на эстонском языке).
- Materialismi ja idealismi võitlusest bioloogias. — Tallinn: Eesti Riiklik Kirjastus, 1961.
- Eesti hüpikpoilased: Chrysomelidae, Halticinae. — Tallinn: Eesti NSV Teaduste Akadeemia, 1962.
- An ecological and zoogeographical analysis of the Estonian fauna of Carabidae (Coleoptera). — Tallinn: Eesti NSV Teaduste Akadeemia Toimetised, 1964.
- Eesti jooksiklased (Coleoptera, Carabidae). — Tallinn: Valgus, 1968.
- Elu olemusest: andmeid ja mõtteid. — Tallinn: Valgus, 1968.
- Tagasivaatamisi. Memuaarid. — Tallinn: Eesti Raamat, 1988.

## Семья
- Отец — Март Хаберман.
- Мать — Линда-Мариетта Колк.
- Жена (с 1933) — Алисе Хаберман, урождённая Курруск (1905—1993), депутат Верховного Совета СССР, преподаватель Тартуского университета.
- Сын — Хенн Хаберман[эст.] (1935—1991) — ихтиолог и гидробиолог.
- Дочь — Эви Паду (Хаберман)[эст.] (род. 1944) — физиолог растений.